# Sint-Johanneskerk (Helsinki)
De Sint-Johanneskerk (Fins: Johanneksenkirkko, Zweeds: Johanneskyrkan) in de Finse hoofdstad Helsinki is een luthers kerkgebouw in neogotische stijl naar een ontwerp van de Zweedse architect Adolf Melander. Gerekend naar het aantal zitplaatsen is het de grootste stenen kerk van Finland.

## Geschiedenis en beschrijving
De in het district Ullanlinna gelegen kerk werd tussen 1888 en 1893 gebouwd. De kerk werd op 13 december 1891 ingewijd door de bisschop van Porvoo, Carl Henrik Alopaeus. Het was het derde lutherse kerkgebouw van Helsinki, maar bleef tot op de dag van vandaag de grootste kerk van de stad. De tweelingtorens reiken tot een hoogte van 74 meter. De kerk heeft een reputatie voor haar akoestiek en biedt aan 2600 gelovigen een plaats. Naast de eredienst is de kerk ook een plaats voor het houden van grote evenementen en concerten.
Het retabel bevat de voorstelling van de bekering van Paulus en het schilderij met de naam Een Goddelijke Openbaring is een werk van Eero Järnefelt, zwager van Jean Sibelius.
De kerk ligt op een heuvel die vroeger eeuwenlang tijdens het midzomerfeest werd gebruikt voor het traditionele Johannesvuur.
De componist Oskar Merikanto heeft als organist in de kerk gewerkt.

## Orgel
De kerk heeft een orgel uit 1891 van de Duitse orgelbouwer E.F. Walcker & Co. In 1956 werd het aantal registers uitgebreid naar 74. Een in 2006 voltooide renovatie heeft het orgel in de oorspronkelijke staat teruggebracht. Het telt nu 66 registers verdeeld over drie manualen en pedaal. 

## Afbeeldingen

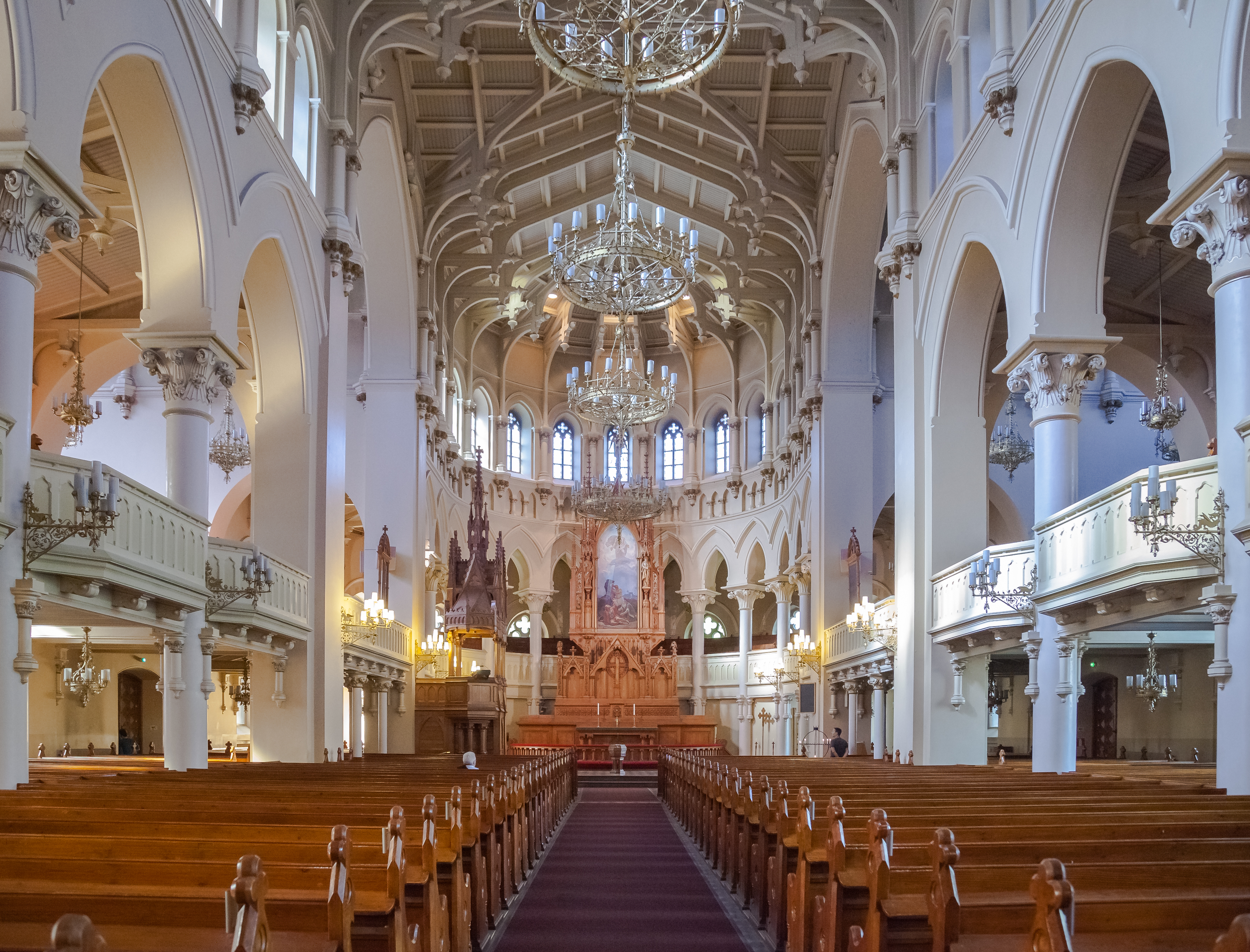
Overzicht interieur
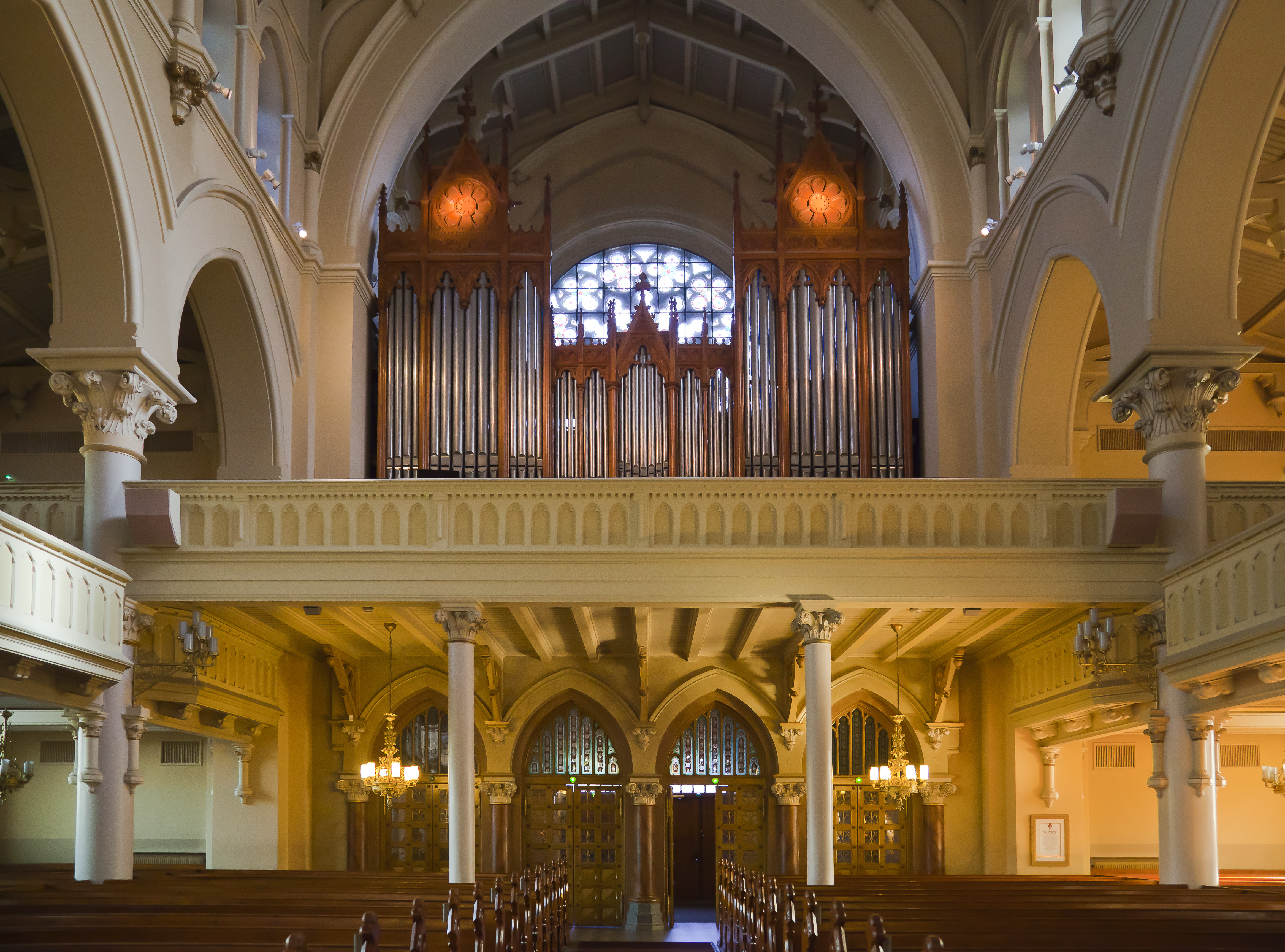
Orgelgalerij
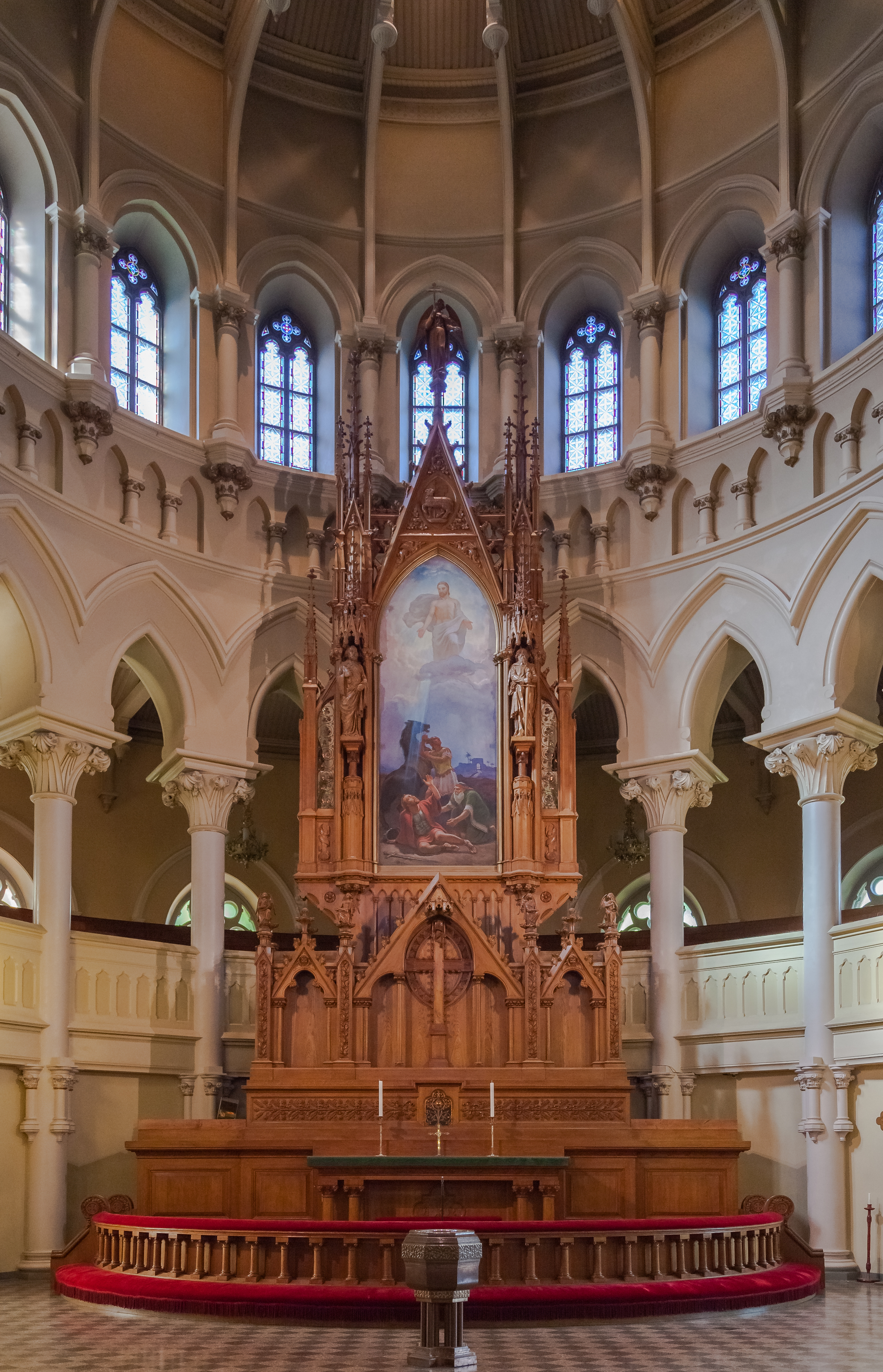
Altaar
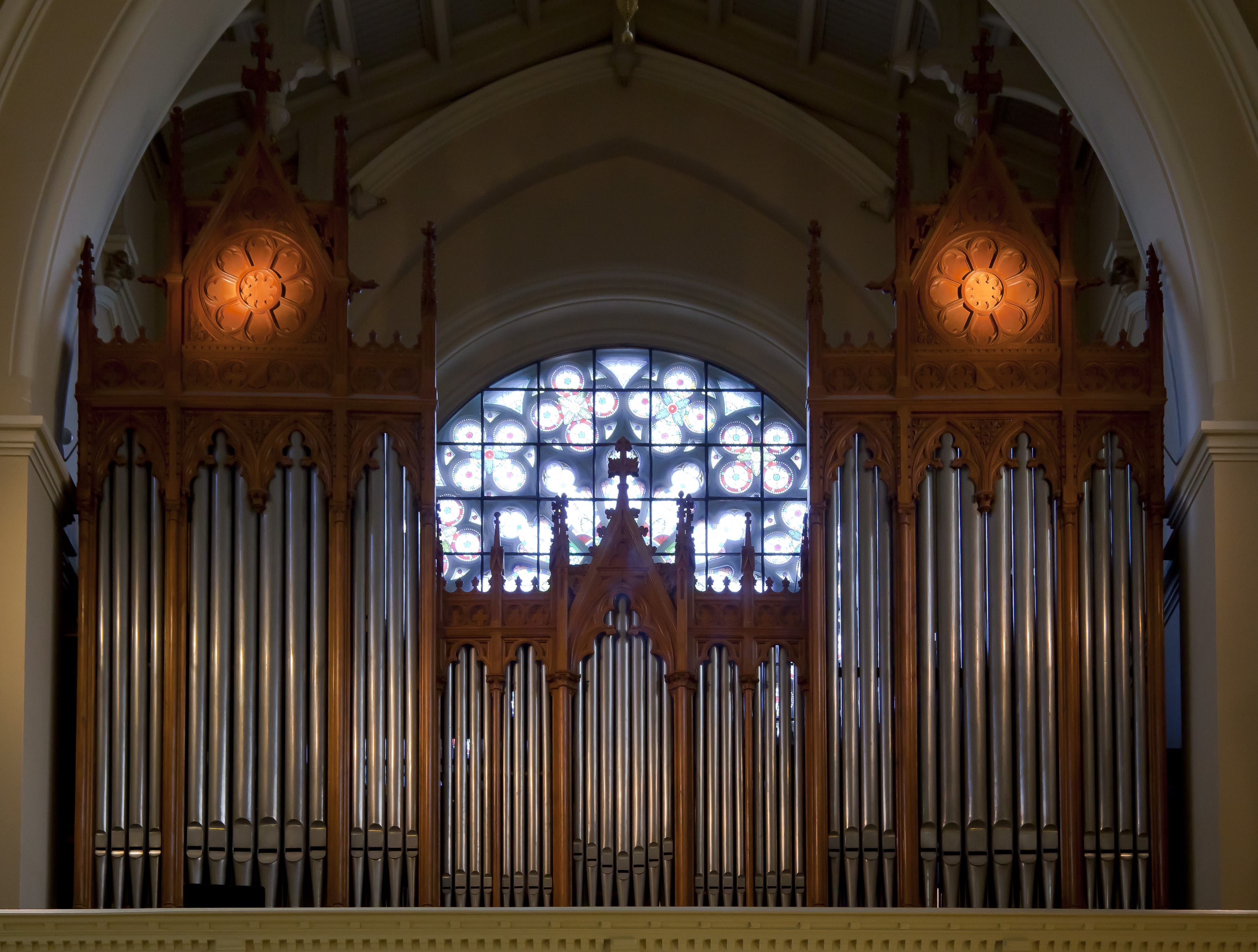
Orgel